# ミルファーム
有限会社ミルファームは、北海道浦河郡浦河町にある競走馬の生産牧場および馬主（オーナーブリーダー）である。
勝負服の柄は白、赤格子、赤袖。

## 来歴
1964年、清水敏は和歌山県和歌山市で誕生、家族や周辺に競馬関係者はいなかった。1983年、弁護士になるために慶應義塾大学法学部に進学し、在学中には中国上海市の復旦大学に留学した経験もある。就職先として1社のみを志望し、野村證券株式会社に就職した。岐阜支店に配属されて営業を担当し、同期の中でもトップクラスの営業成績を残していた。
その後は、大阪支店に異動。配属された事業法人部は、営業業務に比べて時間を持て余していた。そこで、初めて乗馬を体験したところ、楽しく感じた。やがて頻繁に通うようになり、サラブレッド生産牧場経営を志望するようになった。そこで、競馬雑誌などに掲載された生産者に手紙で連絡を取ったところ、計画に賛同したビッグレッドファーム代表の岡田繁幸と接触した。1994年、野村證券を退職し、ビッグレッドファームに転職。大阪から北海道静内町にパートナーとともに移住し、結婚。妻の万樹子も同様に野村證券を退職し、ビッグレッドファームに転職した。夫婦で独立のために2年間修業を行った。
夫婦に貯蓄がなかったことから両親に金を借り、撤退寸前の牧場を900万円ほどで買収した。ビッグレッドファーム退社の後、1996年8月に独立。浦河町向別に生産牧場「ミルファーム」を開業した。「ミル」とは、夫婦の愛犬「ミルフィーユ」の呼称「ミルちゃん」が由来である。
岡田が所有し、それまで柏台牧場に預けられていた繁殖牝馬のロンバーデルを譲り受け、サラブレッド生産を開始。牧場初年度のロンバーデルには、ビッグレッドファームでの修業中に良い印象を持ったスターオブコジーンを交配。産まれた牡馬は株式会社ユーワに売却された後、ユーワファルコンと命名された。ユーワファルコンは、2000年の中日スポーツ賞4歳ステークス（GIII）を制して、開業4年の牧場に初重賞勝利をもたらした。敏はこの勝利を慶應義塾大学合格、長男誕生と並んで「本当にうれしくて仕方なく、時間が止まればいいと思った出来事」（河村清明）として挙げている。
2008年、騎乗数が著しく減り、生活苦の状況にあった柴田大知にミルファーム所有馬の騎乗依頼を行うようになり、敏はビッグレッドファームの岡田を紹介した。以降、柴田は岡田率いる「マイネル軍団」と呼ばれる馬に多く騎乗するようになった。また敏は、杉原誠人にも多く騎乗依頼を行っている。
2022年7月31日、アイビスサマーダッシュをビリーバーで勝利して馬主として初重賞勝利となった。アイビスSDのコースとなっている直線1,000mにおける出走頭数の多さについては、#多頭出しの項目を参照。

## 主な生産・所有馬
重賞勝ち鞍を太字強調とする。言及ない限り生産馬および所有馬である。
- ユーワファルコン（父:スターオブコジーン、母父:Lombardi、2000年中日スポーツ賞4歳ステークス（GIII）、2001年福島民友カップ（OP））（生産のみ）[6]
- ビリーバー(父:モンテロッソ、母父ネオユニヴァース、2022年アイビスサマーダッシュ（GIII）)[11]
- キタウイング（父：ダノンバラード、母父アイルハヴアナザー、2022年新潟2歳ステークス（GIII）、2023年フェアリーステークス（GIII））
- ディーオ（父:プリサイスエンド、母父:Sadler's Wells、2012年東京湾カップ2着、黒潮盃2着）（生産のみ）[12]
- ミナレット（父:スズカマンボ、母父:ウォーニング、2014年ターコイズステークス（OP）、2015年ヴィクトリアマイル（GI）3着）（所有のみ）[13]
- ニホンカイセーラ（父:プリサイスエンド、母父:ハンセル、2014年菊水賞）（生産のみ）[14]
- ジャックポット（父:ダンシングカラー、母父:フォーティナイナー、2016年金沢スプリングカップ3着）（生産のみ）[15]
- オーバースペック（父:プリサイスエンド、母父:キャプテンスティーヴ、2016年新潟2歳ステークス（GIII）2着）
- マンカストラップ（父:プリサイスエンド、母父:ストーミングホーム、2016年すずらん賞（OP）3着）[16]
- ダイイチターミナル（父:コンデュイット、母父:ウイニングチケット、2016年小倉2歳ステークス（GIII）2着）[17]
- ストーミーシー（父:アドマイヤムーン、母父:ゼンノエルシド、2019年朱鷺ステークス（L）、2020年東風ステークス（L）、2016年ニュージーランドトロフィー（GII）2着）[18]
- アルファーティハ（父:パイロ、母父:War Chant、2018年石川ダービー、サラブレッド大賞典）（生産のみ）[19]
- ジュニパーベリー（父:ゴールドシップ、母父:スニッツエル、2019年クリスマスローズステークス（OP）3着）[20]
- ビーマイベイビー（父:ジョーカプチーノ、母父:アグネスデジタル、2020年福島2歳ステークス（OP）3着）[21]
- プルスウルトラ（父:ディスクリートキャット、母父:サウスヴィグラス、2020年カトレアステークス（OP）3着）[22]
- ナミダノキス（父:ホッコータルマエ、母父マンハッタンカフェ、2024年石川優駿、サラブレッド大賞典、2025年百万石賞）

## 多頭出し
例年、夏の新潟競馬場直線コース、芝1000メートルの未勝利戦へ所有馬を多数出走させる「多頭出し」が見られる。マスコミには「夏の風物詩」（デイリースポーツ）「夏のミルファーム祭り」（日刊スポーツ、スポーツニッポン）と呼ぶところも存在する。2020年7月の時点で、直線コースが整備された2001年以降、300頭以上出走させており、新潟直線1000メートルの出走数勝利数ともに最多である。
同じく新潟直線芝1000メートルの未勝利戦である、2017年8月5日第2競走、2018年8月4日第2競走、2019年8月3日第4競走では、9頭出しを達成し、同一馬主による1競走出走頭数のJRA最多記録を更新した。さらに2020年7月25日第1競走では、12頭出しを達成し、最多記録をさらに更新している。なお、このレースで勝利したのは、ビッグレッドファーム所有のピュアエールであった。（以下、表も参照のこと）

### 同一馬主1競走出走頭数JRA最多記録（12頭出し）
2020年 (令和2年) 7月25日 新潟競馬場・第2回2日目 第1レース 2歳未勝利・直線1,000m (芝) 曇・稍重
| 枠番 | 馬番 | 競走馬名           | 性齢 | 騎手     | 斤量 [kg] | 所有                       | 生産牧場         | 着順 |
| ---- | ---- | ------------------ | ---- | -------- | --------- | -------------------------- | ---------------- | ---- |
| 1    | 1    | ホットスポット     | 牝2  | 菅原隆一 | 54        | （有）ミルファーム         | 真壁信一         | 16th |
| 1    | 2    | キュムロンニンバス | 牡2  | 菅原明良 | △52       | （有）ミルファーム         | ミルファーム     | 5th  |
| 2    | 3    | ハルハル           | 牝2  | 杉原誠人 | 54        | （有）ミルファーム         | 岡田スタツド     | 12th |
| 2    | 4    | テセウス           | 牡2  | 嘉藤貴行 | 54        | （有）ミルファーム         | ミルファーム     | 6th  |
| 3    | 5    | ベアフューチャー   | 牡2  | 小林脩斗 | ▲51       | 熊木浩                     | 中山牧場         | 8th  |
| 3    | 6    | ウキウキホリデー   | 牝2  | 国分優作 | 54        | （有）ビッグレッドファーム | シンカンファーム | 2nd  |
| 4    | 7    | ミルサクセサー     | 牡2  | 西村太一 | 54        | （有）ミルファーム         | 岡田スタツド     | 10th |
| 4    | 8    | アッシュグレー     | 牝2  | 嶋田純次 | 54        | （有）ミルファーム         | パカパカファーム | 4th  |
| 5    | 9    | ピュアエール       | 牝2  | 柴田大知 | 54        | （有）ビッグレッドファーム | ヒカル牧場       | 1st  |
| 5    | 10   | ヤクモ             | 牡2  | 木幡育也 | ☆53       | （有）ミルファーム         | ミルファーム     | 15th |
| 6    | 11   | レゾンデートル     | 牝2  | 江田照男 | 54        | （有）ミルファーム         | 上井農場         | 13th |
| 6    | 12   | ビヨンドザシーン   | 牡2  | 城戸義政 | 54        | （有）ミルファーム         | ミルファーム     | 11th |
| 7    | 13   | ギョベクリテペ     | 牝2  | 三浦皇成 | 54        | （有）ミルファーム         | 栄進牧場         | 3rd  |
| 7    | 14   | イッツアメモリー   | 牝2  | 長岡禎仁 | 54        | （有）ミルファーム         | 南部功           | 9th  |
| 8    | 15   | アンジェリケ       | 牝2  | 大庭和弥 | 54        | 田頭勇貴                   | 藤本ファーム     | 14th |
| 8    | 16   | ビーマイベイビー   | 牝2  | 岩部純二 | 54        | （有）ミルファーム         | ミルファーム     | 7th  |

- 出典:[31][32][33]
- 太字強調は、ミルファームの所有馬を表している。
- 枠番は、帽色を限りなく示している。一般に染め分け帽措置となるのは、同じ枠に複数頭、同馬主名義の馬が入った際である。
- △、▲、☆は、見習い騎手の減量特典である。